# Östra Finlands län
Östra Finlands län (finska: Itä-Suomen lääni) var ett län i Finland. Länet bildades 1997 och upphörde med utgången av år 2009, då Finlands indelning i län avskaffades. 
Det gränsade till Uleåborgs län, Västra Finlands län och Södra Finlands län. Länet hade gräns även mot Ryssland.

## Historia
För historia, geografi och kultur, se Savolax och Karelen.
Vid länsreformen i Finland som genomfördes den 1 september 1997 reducerades antalet län i Finland från 12 till 6. Östra Finlands län skapades från de tidigare S:t Michels län, Kuopio län och Norra Karelens län.

## Administration
En länsstyrelse var en gemensam administrativ myndighet som leddes av sju olika ministerier. Länsstyrelsen för Östra Finlands län hade kontor på tre orter; huvudkontoret låg i S:t Michel, regionala tjänstekontor fanns i Joensuu och Kuopio. Länshövdingen ledde länsstyrelsen.

## Landskap
Östra Finlands län var indelat i tre olika landskap:
- Norra Karelen (Pohjois-Karjala)
- Norra Savolax (Pohjois-Savo)
- Södra Savolax (Etelä-Savo)

Landskapen i Östra Finlands län var indelade i 54 kommuner.

## Heraldik
Länsvapnet skapades genom att kombinera vapnen för de historiska landskapen Savolax och Karelen.

## Kommuner 2009
| - Bräkylä - Enonkoski - Heinävesi - Hirvensalmi - Idensalmi - Ilomants - Joensuu - Jorois - Juankoski - Juga - Jockas | - Kaavi - Kangasniemi - Karttula - Keitele - Kerimäki - Kesälahti - Kides - Kiuruvesi - Kontiolax - Kristina - Kuopio | - Lapinlax - Leppävirta - Libelits - Lieksa - Maninga - Mäntyharju - Nilsiä - Nurmes - Nyslott - Outokumpu - Pertunmaa | - Pieksämäki - Pielavesi - Polvijärvi - Punkaharju - Puumala - Rantasalmi - Rautalampi - Rautavaara - S:t Michel - Siilinjärvi - Sonkajärvi | - Sulkava - Suonenjoki - Tervo - Tohmajärvi - Tuusniemi - Valtimo - Varkaus - Varpaisjärvi - Vesanto - Vieremä |

### Tidigare kommuner
| - Anttola - Eno - Haukivuori - Jäppilä - Kangaslampi | - Kiihtelysvaara - Pieksämäki landskommun - Pieksänmaa - Pyhäselkä - S:t Michels landskommun | - Savonranta - Tuupovaara - Vehmersalmi - Virtasalmi - Värtsilä |

## Landshövdingar
- Pirjo Ala-Kapee 1997–2009